# 河寺站
河寺站（越南语：／*/?）位於越南首都河內市紙橋郡驛望坊，是河內都市鐵路3號線的一個車站，2024年8月8日開業。這個車站名稱來自附近的河寺。

## 鄰近地點
- 越南民族學博物館
- 河寺（聖德寺）

## 外部連結
- 河寺站（河內都市鐵路的官方網站） （页面存档备份，存于）